# Limosnería Malshinsky
Limosnería Malshinsky (en ruso: Мальшинская богадельня) es un monumento arquitectónico de principios del siglo XIX. Situado en la ciudad de Riazán (calle Mayakovskogo, 41).